# Генрих Сузо
Генрих Сузо (нем. Heinrich Seuse, Heinrich (von) Suso, Heinrich von Berg, 21 марта 1295 или 1297, Констанц — 25 января 1366, Ульм) — немецкий писатель и поэт, богослов-мистик. Ученик Мейстера Экхарта. Беатифицирован в 1831 году. День памяти — 2 марта.

## Жизнь
Происходил из рыцарского рода фон Бергов. Принял фамилию матери. В 13 лет ушёл в доминиканский монастырь Св. Николая в Констанце. С 1323 году учился в Кёльне у Мейстера Экхарта, в 1327 году вернулся в Констанцский монастырь (англ. Dominicans Island), где провёл 20 лет. В 1330 и 1336 годах был обвинён в ереси и привлечён к суду, но признан невиновным. С 1346 года жил в Ульме, где и умер (могила не сохранилась).

## Творчество
Почти все сочинения Сузо написаны на старых диалектах немецкого языка. Парадоксальным образом единственный труд, написанный на латыни — «Часослов мудрости» («Horologium sapientiae», 1339) — был наиболее популярным из наследия писателя в позднесредневековой Европе. В течение, по крайней мере, двух столетий «Часослов» копировали, иллюстрируя копии замечательными художественными миниатюрами.

## Сочинения
- Генрих Сузо. Exemplar / Изд. подг. М. Ю. Реутин. — М.: Ладомир: Наука, 2014. — 599 с. — (Литературные памятники). — ISBN 978-5-86218-524-9, ISBN 978-5-94451-051-8.
- Книга истины. Книга любви / Перевод со средневерхненемецкого М. Л. Хорькова. — СПб.: Алетейя, 2003. — 174 c. — ISBN 5-89329-563-3.
- Книга Вечной Премудрости. — Институт философии, теологии и истории св. Фомы, 2008. — 296 с. — (Bibliotheca Ignatian). — ISBN 978-5-94242-046-8.
- Элизабет Штагель. Житие сестер обители Тёсс / Изд. подг. М. Ю. Реутин. — М.: Ладомир, Наука, 2019. — 600 с. — (Литературные памятники). — ISBN 978-5-94451-056-3, ISBN 978-5-86218-573-7.